# 托克莱茶叶研究中心
托克莱茶叶研究院（The Tocklai Tea Research Institute），舊稱托克莱茶叶试验站（The Tocklai Experimental Station），是印度東北地區的半官方半民间性质研究机构，專門於茶業方面的研究，目前庫存有數百種茶樹栽培種的樹苗。
成立於英屬印度時期的1911年，位於阿萨姆邦乔尔哈特的托克莱河河岸，是印度東北地區協助茶農生產和炮製茶葉的機構。最初整個試驗站只有一個實驗室及兩座孟加拉式平房，其日常運作由當時的茶業資助，並且得到印度國家政府及阿薩姆、孟加拉兩個邦的政府補貼。
現時研究中心主力於資助與茶業相關的研究：1946年曾出版過《茶叶百科全书》（Tea Encyclopaedia），而1949年發布了第一個茶樹栽培種樹苗的複製品種。旗下並設有多個不同範疇的實驗室。當中昆蟲學實驗室為當中其中之一，專門研究對茶樹有害的昆蟲。

## 參看
- 印度茶業歷史（英语：History of tea in India）
- 阿薩姆紅茶
- 印度茶業協會（英语：Indian Tea Association）

## 外部連結
- 官方网站